# Добролево
Добролево (болг. Добролево) — село в Болгарии. Находится в Врачанской области, входит в общину Борован. Население составляет 866 человек.

## Политическая ситуация
В местном кметстве Добролево, в состав которого входит Добролево, должность кмета (старосты) исполняет Цветан Монов Лилов (Болгарская социалистическая партия (БСП)) по результатам выборов.
Кмет (мэр) общины Борован — Петыр Тодоров Цветковски (Болгарская социалистическая партия (БСП)) по результатам выборов.